# 鲍勃·赖利
罗伯特·伦弗罗·“鲍勃”·赖利（英語：Robert Renfroe "Bob" Riley，1944年10月3日—），美国商人、政治家，共和黨成员，曾任聯邦眾議員（1997年－2003年）與亚拉巴马州州长（2003年－2011年）。